# EC 1.6.6
La EC 1.6.6 è una sotto-sottoclasse della classificazione EC relativa agli enzimi. Si tratta di una sottoclasse delle ossidoreduttasi che include enzimi che utilizzano NADH o NADPH come donatori di elettroni e un gruppo azotato come accettore.

## Enzimi appartenenti alla sotto-sottoclasse
| numero EC  | nome accettato                    |
| ---------- | --------------------------------- |
| EC 1.6.6.9 | trimetilammina-N-ossido reduttasi |